# Tapetskolan vid Karlberg

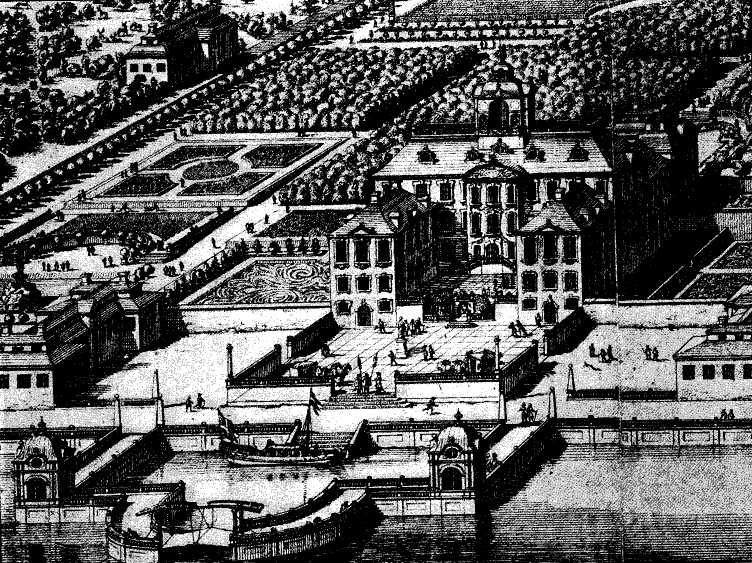
Karlbergs slott på 1690-talet.
Ur Suecia antiqua et hodierna.

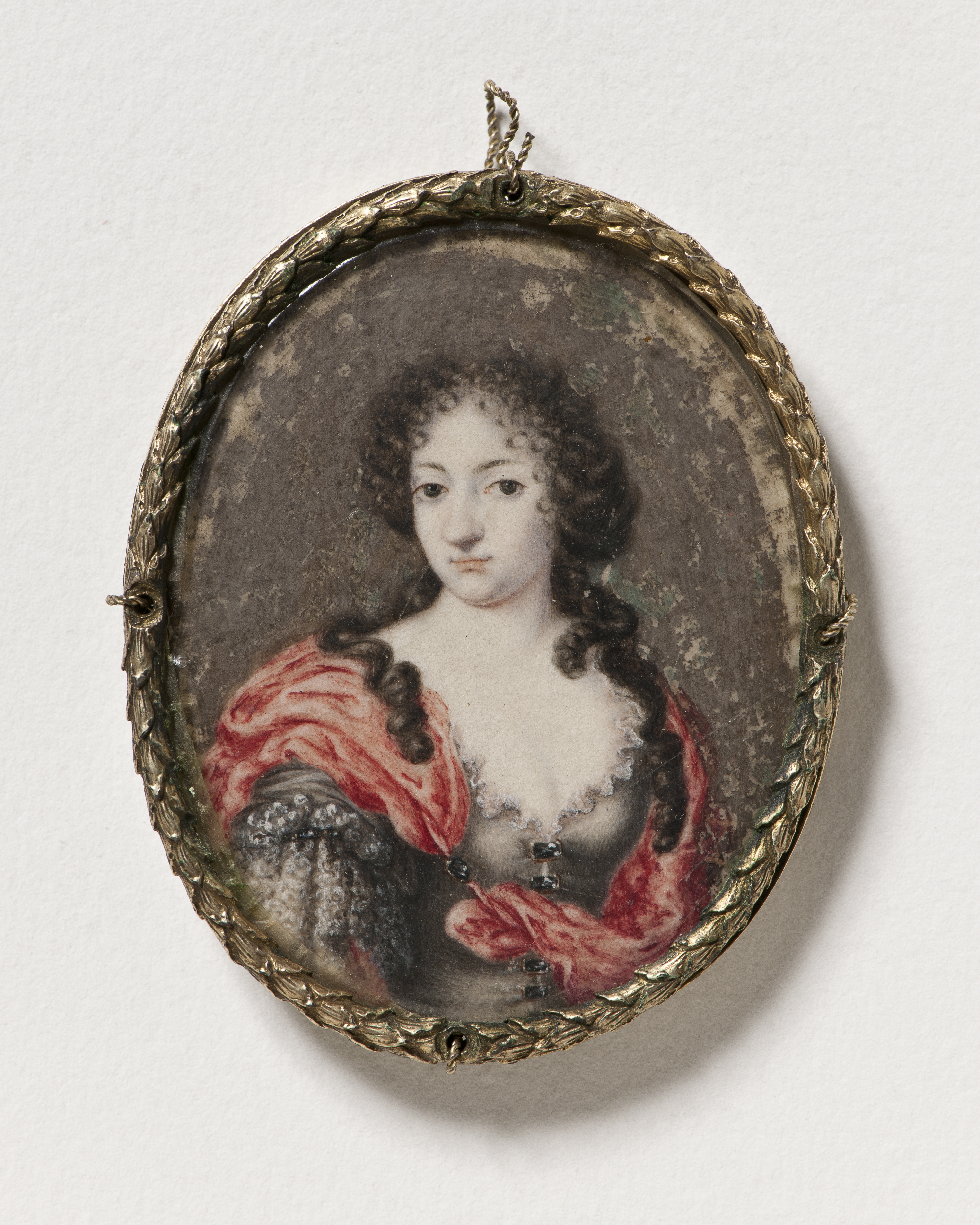
Ulrika Eleonora d.ä.

Tapetskolan vid Karlberg eller Tapetväfveriet vid Karlbergs slott, även kallad Karlbergsfabriken, var en svensk skola i tapetväveri för flickor vid Karlbergs slott, aktivt från cirka 1688/89 till 1695.  Det var troligen samma anläggning som det barnhem hon också inrättade där.  Flera av dess tapeter bevaras fortfarande i Husgerådskammaren. 

## Verksamhet
Skolan grundades av drottning Ulrika Eleonora den äldre och bekostades av henne personligen.  Året för dess grundande är okänt, men Karlbergs slott överläts på Ulrika Eleonora år 1688, och den första färdigproducerade tapeten från skolan är daterad år 1689. Ulrika Eleonora grundade även ett barnhus (barnhem) vid Karlberg, och flickorna från detta barnhem ska ha varit samma flickor som var verksamma i Tapetskolans verkstad. Barnhuset och Tapetskolan tycks ha varit samma verksamhet.
Anna Maria Schmilau, kallad "inspektorskan på Karlberg", och en Katarina von Häcken ska tillsammans ha fungerat som föreståndare och ledare av verksamheten. De föräldralösa flickorna undervisades av Daniel Rydenius, kaplan i Solna församling, i den vanliga ämnena kristendom, skrivning, läsning och räkning, medan "tre finska adelsjungfrur", Maria Helena, Emerenzia och Anna Elisabet Klingbyl, ska ha haft hand om väveriverkstaden.

## Produktion
Tapeterna tillverkades av basselisse inköpta av silkesmanufaktursintressenterna, medan Kungsholmens glasbruk tillverkade glasstifter.
Bland väveriets produkter fanns en tapet (1689) föreställande Meleagers historia efter förebild från den i Bryssel av Jan Lyniers (1689); en tapet föreställande Meleagros som överlämnar det kalydoniska vildsvinets huvud till Atalanta (1690) samt en av Meleagros moder (1691).  
För tapeten från 1691 finns en förteckning på nio flickor som tillverkade den och vars namn annars är okända: Katarina Dorotea Häcken, Margareta Sofia och Susanna Magdalena Lille, Margareta Bergvall, Katarina Stiivert, Hedvig Bergh, Elisabet Helmers, Margareta Anmbjörnsdotter och Hedvig Jolianna (utan tillnamn). Tapeterna köptes av kungahuset och eleverna fick betalt: i december 1692 utbetalades 27 rdr till nio flickor, samtliga ur 1691 års tapet förutom Margareta Ambjörnsdotter som ersatts av Anna Sofia Troppa.

## Upplösning
Efter Ulrika Eleonoras död 1693 förnyade Karl XII kontraktet med barnhusets föreståndare om underhåll för de då 30 barn som »Hennes Majestät värhögstälskeliga, nu mehra hoos Gud evinnerligen sahliga gemähl vid Karlberg lätit under hälla."  Det tycks som om barnhuset och tapetskolan steg för steg avvecklades, då kungen gav tycks ha gett årsunderhåll till de barn som lämnade barnhuset. Vävskolan var fortsatt i verksamhet fram till april 1695, uppenbarligen för att slutföra den tapet de hade arbetet med då Ulrika Eleonora avled.
I april 1695 noteras att de tre lärarna för vävskolan har flyttat till Stockholm och att deras lön ska tilldelas dem som pension, och att olika belopp skulle utbetalas till »dhe sex stora flickorna vid Carlbergs barnhuus, som dersammastädes hafwa wäfvit tapeter och nu komma dädan med tjugo daler sölfvermynt tiil afskedspengar", och att "tre flickor, Kristina, Susanna och Kerstin, som hittills varit vid Karlbergs barnhus och nu äro komna därifrån tilläggas deras ärsunderhåll af 200 DK. hvar", varav en, Catharina Dordi (Häcken), skulle resa hem till Pommern.